# Río Kondurcha
El río Kondurchá (en ruso: Кондурча́; en tártaro: Кондырча, Qondırça) es un río de Rusia, afluente por la derecha del río Sok, de la cuenca hidrográfica del Volga.

## Geografía
Discurre por los óblasts de Samara y Tartaristán. Tiene una longitud de 294 km y una cuenca de 3.950 km². El Kondurchá nace unos 60 km al oeste de Leninogorsk, tomando dirección oeste hasta la ciudad de Nurlat, cerca de la cual recibe las aguas de su principal afluente, el Shlama. Otro afluente es el Lípovka. Su curso toma entonces dirección sudoeste, fluyendo en numerosos meandros hasta llegar a la orilla derecha del Sok en Krasny Yar un poco antes de la confluencia de este río con el Volga.
Su caudal medio es de 9.44 m³/s, medidos a 40 km de la desembocadura. El Kondurchá tiene una régimen principalmente nival. Permanece congelado generalmente desde noviembre a abril. Su mineralización es de 700-800 mg/l.